# Hesperaloe chiangii
Hesperaloe chiangii (englische Trivialnamen „Narrow Leaf Hesperaloe“ und „San Luis Potosí Hesperaloe“) ist eine Pflanzenart der Gattung Hesperaloe in der Familie der Agavengewächse.

## Beschreibung
Hesperaloe chiangii ist rhizomatous, stammlos und formt große Klumpen mit über 2 m Durchmesser. Die steifen, aufrechten, tief rinnenförmigen, lanzettenförmigen, grünen Laubblätter sind 100 bis 150 cm lang. Von der Basis bis zur Mitte sind sie 5 bis 6 cm breit. Die variablen, weiß bis grauen, kräftigen Randfasern sind 5 bis 10 cm lang und 2 bis 3 Millimeter breit. 
Der Blütenstand wird 2 bis 4 m hoch. An der oberen Hälfte bilden sich lange Verzweigungen. Die röhrenförmigen, sich in der Nacht öffnenden Einzelblüten sind bis 30 mm lang und 25 mm breit. Die Tepalen sind innen weiß und außen pinkrot.
Die Früchte sind holzige, eiförmige bis gerundete Kapseln von 25 bis 30 mm Länge und 25 mm Breite.

## Verbreitung und Systematik
Hesperaloe chiangii ist in Mexiko im Bundesstaat San Luis Potosí in Grasland auf flachen Hügeln in 1500 m Höhe angesiedelt. Die Art wächst vergesellschaftet mit Yucca carnerosana, Yucca filifera, Agave scabra und verschiedene Kakteenarten.
Hesperaloe chiangii ist weltweit selten in Sammlungen anzutreffen. Sie ist in Mitteleuropa bis minus 15 °C frosthart. Sie kann leicht mit Yucca-Arten verwechselt werden. Charakteristisch sind die kräftigen, langen gedrehten Randfasern.
Die gültige Beschreibung durch Billie Lee Turner unter dem Namen Hesperaloe chiangii ist 2002 veröffentlicht worden. Ein Synonym ist Hesperaloe funifera subsp. chiangii G.D.Starr. Die Art wurde bereits 1891 von Cyrus Guernsey Pringle (1838–1911) gesammelt.

## Bilder

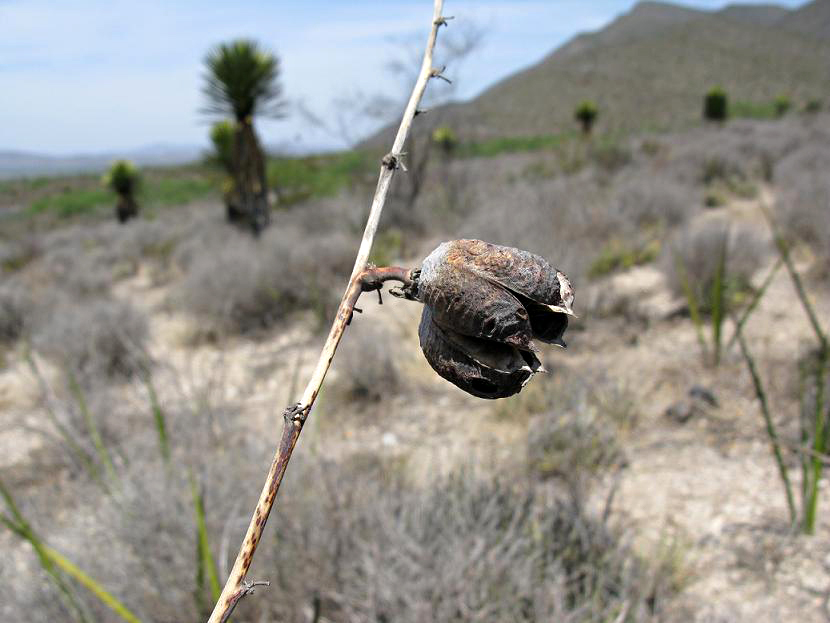
Reife Frucht
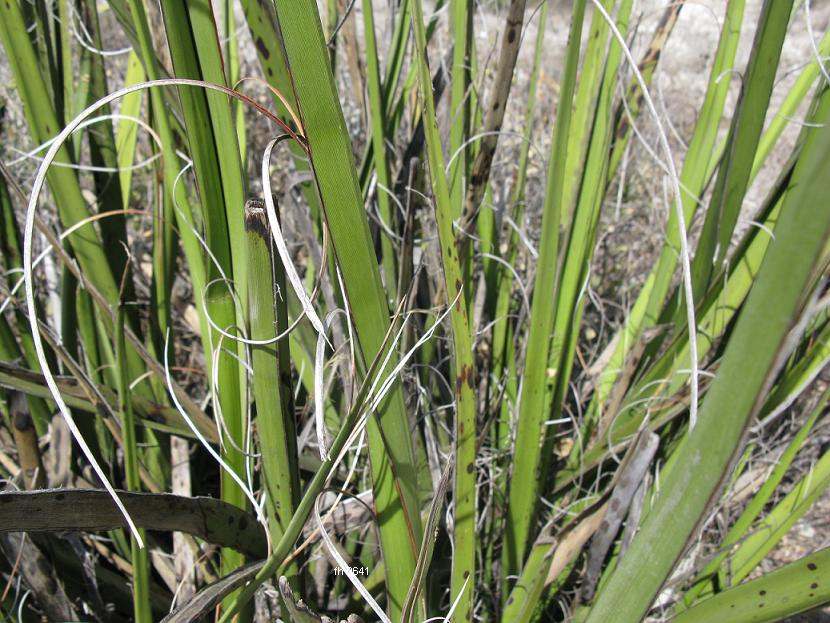
Mit charakteristischen Randfasern